# 冰火山

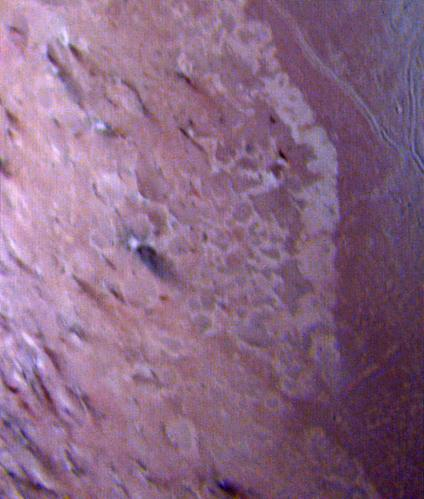
海衛一上的冰火山。中央偏左處暗斑中的白點據推測是正在噴氣的冰火山口。

冰火山（拉丁文作 cryovolcano，字面涵義即爲cryo-：冰和 volcano：火山），是存在於地外天體上的與火山相似的一種地貌，通常出現在冰凍衛星或是其他一些低溫（表面溫度低於-150 °C）的天體上（如柯依伯帶上的天體）。與火山不同的是，冰火山不會噴發熔岩，它所噴發出的是水、氨、甲烷一類的揮發物。這類噴發物按「冰火山」類推而稱作冰岩漿（cryomagma）。冰岩漿在噴發時通常呈液態而四下流淌，但亦有可能呈氣態彌散爲煙霧。噴發後，冰岩漿會因暴露在溫度極低的環境中而凝結成固體。一些科學家估計土星的最大衛星土衛六上的冰火山有條件爲可能存在的地外生命提供庇護。

## 理論
導致地下冰層融化和冰火山形成的能量來自潮汐摩擦。也有學者認為，冰凍沉積物的半透明屬性能夠在表層下造成溫室效應，從而累積足夠的熱量。
據推測在柯依伯帶的小行星50000上也曾經出現過冰火山。就此例而言，熱能可能是由核衰變所產生。

## 觀測
冰火山最初發現於1989年，由旅行者2號在飛掠海王星衛星海衛一時所觀測到。

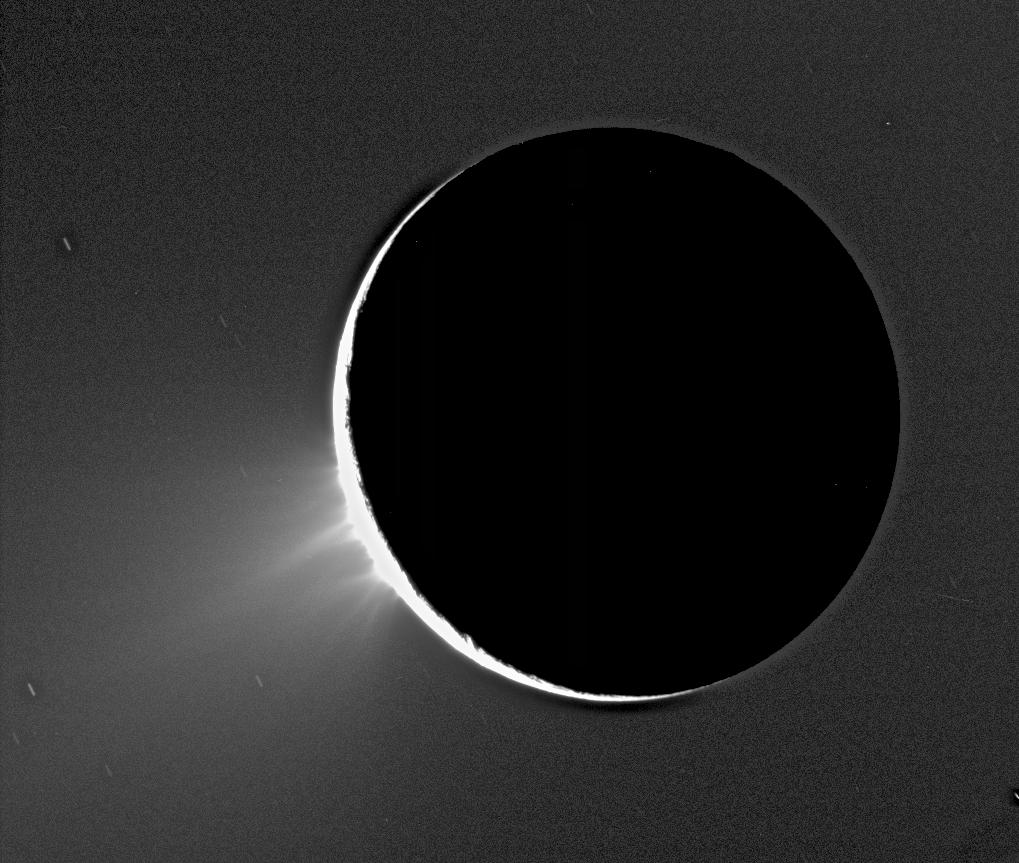
位於土衛二南極「虎紋」地帶的冰火山噴發的煙霧。該冰火山的間歇噴發不斷給土星E環補充物質

卡西尼號發現了土衛六上有一處噴發甲烷的冰火山，據推想冰火山是土衛六大氣中甲烷的重要來源。2005年11月27日卡西尼號又拍攝到了土衛二南極的間歇泉（參見土衛二上的冰火山）。
此後，又在太陽系的其他一些冰凍衛星上發現了冰火山活動的間接證據，包括木衛二、木衛三、土衛六、和天卫五。卡西尼號觀測到了土衛六上被認為是冰火山的幾個特徵，特別是末日山和鄰近的索特拉光斑，這一特徵被認為是"迄今為止，冰衛星上記錄的任何地方火山地形的最佳證據。" 冰火山活動就是其中之一。該過程被認為是土衛六大氣中甲烷的重要來源。
2007 年，雙子星天文台的觀測結果顯示，冥王星衛星冥卫一表面存在水合物和水晶體斑塊，顯示有活躍的冰火山或冰間歇泉(cryogeysers)。 新視野號在 2015 年的後續觀測發現冥卫一擁有年輕的表面，支持了這個想法。 冥王星本身有兩個特徵已被確定為可能的冰火山，即具有鋸齒狀山峰的山脈。
2015年，曙光號太空船拍攝了矮行星穀神星隕石坑內兩個明顯的亮點，引發了人們對可能的低溫火山起源的猜測。
- 土衛二冰火山活動的一種可能方案。
- 在地下海洋羽流發現甲烷的可能來源。
- 土衛二羽流的化學成分。

## 外部連結
- 海衛一（页面存档备份，存于） - Triton at the Nine Planets
- 海衛一南極（页面存档备份，存于） - Triton at SolarViews.com
- 冰火山（页面存档备份，存于） - Article at the Encyclopedia of Astrobiology, Astronomy & Spaceflight
- Enceladus' South Polar Stripes Spew "Warm" Water- News article at the Planetary Society（页面存档备份，存于）